# Megasaray Hotels Open 3 2025
Il Megasaray Hotels Open 2025 3 è un torneo professionistico di tennis femminile giocato sul cemento. È la 4ª edizione del torneo, facente parte della categoria WTA 125 nell'ambito del WTA 125 2025. Si gioca al Megasaray Tennis Academy di Adalia in Turchia dal 1 al 6 aprile 2025. Questa è l'ultima di una serie di tre eventi consecutivi che si giocano nella stessa località.

## Partecipanti al singolare

### Teste di serie
| Nazionalità | Giocatrice           | Ranking* | Testa di serie |
| ----------- | -------------------- | -------- | -------------- |
| Ungheria    | Anna Bondár          | 94       | 1              |
| Croazia     | Petra Martić         | 112      | 2              |
| Germania    | Ella Seidel          | 123      | 3              |
|             | Anastasija Zacharova | 127      | 4              |
| Polonia     | Maja Chwalińska      | 131      | 5              |
| Cina        | Gao Xinyu            | 133      | 6              |
| Francia     | Elsa Jacquemot       | 141      | 7              |
| Argentina   | Solana Sierra        | 147      | 8              |

* Ranking al 17 marzo 2025.

### Altre partecipanti
Le seguenti giocatrici hanno ricevuto una wild card per il tabellone principale:
- Ayla Aksu
- Çağla Büyükakçay
- Anastasija Gur'eva
- Adelina Lachinova

Le seguenti giocatrici sono passate dalle qualificazioni:
- Lia Karatančeva
- Jibek Kulambaeva
- Jesika Malečková
- Tara Würth

La seguente giocatrice è entrata in tabellone come lucky loser:
- Zheng Wushuang

### Ritiri
Prima del torneo
- Tamara Korpatsch → sostituita da  Zheng Wushuang

## Partecipanti al doppio

### Teste di serie
| Nazione   | Giocatrice         | Nazione   | Giocatrice       | Rank1 | Teste di serie |
| --------- | ------------------ | --------- | ---------------- | ----- | -------------- |
| Italia    | Angelica Moratelli | Giappone  | Makoto Ninomiya  | 125   | 1              |
|           | Amina Anšba        |           | Elena Pridankina | 184   | 2              |
| Rep. Ceca | Jesika Malečková   | Rep. Ceca | Miriam Škoch     | 221   | 3              |
| India     | Prarthana Thombare | Cina      | Zheng Wushuang   | 287   | 4              |

* Ranking al 17 marzo 2025.

### Altre partecipanti
La seguente coppia di giocatrici ha ricevuto una wild card per il tabellone principale:
- Anastasija Gur'eva /  Alevtina Ibragimova

## Campionesse

### Singolare
Solana Sierra ha sconfitto in finale  Leyre Romero Gormaz con il punteggio di 6-3, 6-4.

### Doppio
Anna Bondár /  Simona Waltert hanno sconfitto in finale  Alicia Barnett /  Elixane Lechemia con il punteggio di 7-5, 2-6, [10-6].